# Jochen Leiß
Jochen (Joachim) Leiß (* 8. Februar 1950 in Mettmann) ist ein ehemaliger deutscher Tischtennisspieler. Er war 1974 deutscher Meister im Einzel. Sechsmal errang er die deutsche Meisterschaft im Doppel. Er gewann die US Open 1977. Er nahm an fünf Welt- und Europameisterschaften teil.

## Werdegang
Mit 11 Jahren begann der Linkshänder Leiß mit dem Tischtennisspielen beim Mettmanner TV. Bereits 2 Jahre später spielte er in der ersten Herrenmannschaft in der Bezirksklasse, stieg mit dieser mehrmals auf und erreichte 1969 die 1. Bundesliga. 1972 wurde er mit Mettmann deutscher Mannschaftsmeister.
Von seinem Englischstudium in Bochum wechselte er 1973 über zur Sporthochschule in Köln, wo er später ein Diplom an der Deutschen Sporthochschule in Köln erwarb. Gleichzeitig verfolgte er die begonnene Halb-Profi-Karriere im Tischtennis. Leiß wechselte zu Borussia Düsseldorf und erhielt hier für ein Jahr ein Gehalt in Höhe von 20.000 DM, ein für damals im Tischtennis ordentliches Gehalt. 
Ein Höhepunkt seiner Laufbahn war die deutsche Meisterschaft 1974 in Saarbrücken. Hier wurde er deutscher Meister im Einzel, im Doppel und im Mixed. Dabei besiegte er im Endspiel Eberhard Schöler. Weitere bedeutende Erfolge waren der Einzel-Titel bei den US Open 1977, und die Vize-Europameisterschaften 1978 im Doppel und mit der deutschen Herrenmannschaft 1980. Insgesamt bestritt er 116 Länderspiele für Deutschland.
1980 beendete Leiß seine aktive Laufbahn und arbeitete in der Folgezeit als Trainer für den DTTB. Ab 1979 war er Jugendbundestrainer. 1983 wurde er Bundestrainer und Spitzensport-Koordinator des DTTB, spielte aber ab 1985 nebenbei noch einmal 3 Jahre für den Hamburger Verein Schnelsen in der TT-Bundesliga.
Anfang 1986 zog Leiß nach Oslo und wurde Generalsekretär des norwegischen Tischtennis-Verbandes Norges Bordtennisforbund.  1993 wechselte er zur Stiftung 'Norwegisches Spitzensportgymnasium', die fünf Schulen besitzt, die über das ganze Land verteilt sind und an dem Talente aus 23 Sportarten gefördert werden. Dort hat er zunächst eine Gruppe talentierter junger  Tischtennisspieler trainiert, wurde nach 2 Jahren zum Sportkoordinator, danach Sportchef und schließlich zum Sportdirektor für alle Schulen und in den Vorstand der Stiftung berufen.
Von 2005 bis 2018 hat Leiß als Kommentator bei Eurosport alle Tischtennis Großereignisse kommentiert.
2018 ging Leiß zurück nach Deutschland und hat dort zusammen mit Gründer Dr. Georg Nicklas, seinem ehemaligen Mannschaftskameraden, die gemeinnützige Stiftung Compass als General Manager aufgebaut. Diese hat zum Ziel, junge Europäische Talente zu finden und ihnen zu helfen, die Weltspitze im Tischtennis zu erreichen.
Privat hat Leiß mit seiner schwedischen Frau Lena eine Tochter und einen Sohn. 2018 haben sie sich getrennt. Heute lebt Leiß in der Nähe von Malaga, Spanien, und in Paris zusammen mit seiner Lebensgefährtin, der ehemaligen französischen Spitzenspielerin im Tischtennis, Claude Bergeret.

## Vereine
- 1961–1972: Mettmanner TV
- 1972–1977: Borussia Düsseldorf
- 1977–1980: TTC Jülich
- 1982–1984: TTC Brauweiler (Verbands- und Oberliga)
- 1984–1986: TTC Alsdorf (2. Bundesliga)
- 1986–1989: Germania Schnelsen (1. und 2. Bundesliga)
- 1989–1991: Protesia Hamburg
- 1991–1993: Mettmanner TV (Oberliga + Regionalliga)[3]

## Erfolge
- Nationale deutsche Meisterschaften
  - 1969 Hagen           – 2. Platz Mixed (mit Agnes Simon)
  - 1970 Frankfurt/Main  – 2. Platz Doppel (mit Claus Scholz), 2. Platz Mixed (mit Agnes Simon)
  - 1971 Hannover        – 1. Platz Doppel (mit Rolf Jäger), 2. Platz Mixed (mit Brigitte Scharmacher)
  - 1972 Karlsruhe       – 3. Platz Einzel, 4. Platz Doppel (mit Rolf Jäger), 2. Platz Mixed (mit Brigitte Scharmacher)
  - 1973 München         – 3. Platz Einzel, 2. Platz Doppel (mit Klaus Schmittinger), 3. Platz Mixed (mit Wiebke Hendriksen)
  - 1974 Saarbrücken     – 1. Platz Einzel,  1. Platz Doppel (mit Klaus Schmittinger), 1. Platz Mixed (mit Monika Kneip)
  - 1975 Hannover        – 1. Platz Doppel (mit Klaus Schmittinger), 2. Platz Mixed (mit Monika Kneip)
  - 1976 Essen           – 2. Platz Einzel, 1. Platz Doppel (mit Klaus Schmittinger), 3. Platz Mixed (mit Monika Kneip)
  - 1977 Berlin          – 3. Platz Doppel (mit Klaus Schmittinger), 1. Platz Mixed (mit Monika Kneip-Stumpe)
  - 1978 Lübeck          – 1. Platz Doppel (mit Peter Engel), 2. Platz Mixed (mit Monika Kneip-Stumpe)
  - 1979 Rüsselsheim     – 3. Platz Einzel, 1. Platz Doppel (mit Peter Stellwag)
  - 1980 Hamburg         – 3. Platz Einzel, 3. Platz Mixed (mit Monika Kneip-Stumpe)

- Teilnahme an Weltmeisterschaften
  - 1969 in München: Nur in Individualwettbewerben, Achtelfinale Doppel (mit Karl-Heinz Scholl)
  - 1973 in Sarajevo: 9. Platz mit Herrenteam
  - 1975 in Kalkutta: Achtelfinale Einzel, 8. Platz mit Herrenteam
  - 1977 in Birmingham: 5. Platz mit Herrenteam
  - 1979 in Pjöngjang: Viertelfinale Doppel (mit Peter Stellwag), 11. Platz mit Herrenteam

- Teilnahme an Europameisterschaften
  - 1972 in Rotterdam:          5. Platz mit Herrenteam
  - 1974 in Novi Sad:           Viertelfinale im Doppel, 8. Platz mit Herrenteam
  - 1976 in Prag:               Viertelfinale im Einzel,  Viertelfinale im Doppel, 6. Platz mit Herrenteam
  - 1978 in Duisburg:           2. Platz Doppel (mit Peter Stellwag), 8. Platz mit Herrenteam
  - 1980 in Bern:               Achtelfinale im Einzel, Viertelfinale Doppel, 2. Platz mit Herrenteam

- Europe TOP-12
  - 1976 in Lübeck:           8. Platz
  - 1977 in Sarajevo:        11. Platz
  - 1979 in Kristianstad:     7. Platz

- Internationale Meisterschaften
  - 1971 Ungarn:           2. Platz Doppel
  - 1972 Belgien:          1. Platz mit Herrenmannschaft
  - 1974 Belgien:          Halbfinale Einzel
  - 1975 Ungarn:           2. Platz Doppel, 2. Platz mit Herrenmannschaft
  - 1976 Hannover (FRG):   2. Platz Doppel (mit Peter Engel)
  - 1976 Frankreich:       2. Platz Doppel
  - 1977 Canada:           2. Platz Doppel
  - 1977 Jamaika:          2. Platz Einzel, 1. Platz Doppel (mit Peter Stellwag), 1. Platz Mixed (mit He Ja Lee, USA)
  - 1977 USA:              1. Platz Einzel, 1. Platz Doppel (mit Peter Stellwag), 1. Platz Mixed (mit Judy Bochenski, USA), 1. Platz mit Herrenmannschaft
  - 1978 Deutschland       Halbfinale Einzel
  - 1978 Frankreich:       2. Platz mit Herrenmannschaft
  - 1978 Jamaika:          2. Platz Einzel, 1. Platz Doppel (mit Peter Stellwag)
  - 1979 Jamaika           2. Platz Doppel (mit Peter Stellwag)
  - 1980 Rüsselsheim (FRG):   2. Platz Doppel (mit Peter Stellwag)

- Bundesranglistenturniere
  - 1972 in Zweibrücken:        1. Platz
  - 1973 in Berlin:             3. Platz
  - 1974 in Löhne:              2. Platz
  - 1975 in Hattersheim:        4. Platz
  - 1978 in Minden:             4. Platz

- Deutsche Mannschaftsmeisterschaften
  - 1972  Deutscher Meister mit TV Mettmann
  - 1974  Deutscher Meister mit Borussia Düsseldorf
  - 1975  Deutscher Meister mit Borussia Düsseldorf

- Deutsche Pokalmeisterschaften
  - 1974 in Reutlingen:       1. Platz mit Borussia Düsseldorf
  - 1975 in Bad Segeberg:     1. Platz mit Borussia Düsseldorf

- Deutschlandpokal
  - 1971 in Datteln:    1. Platz mit WTTV

- Jugendturniere
  - 1971 in Krofdorf-Gleiberg: Bundesranglistenturnier Top 12:  2. Platz

- Ranglisten
  - 1974–1975: 1. Platz in der deutschen Rangliste
  - 1977: 8. Platz europäischer Verband ETTU
  - 1976: 15. Platz ITTF-Weltrangliste

## Turnierergebnisse
| Verband | Veranstaltung       | Jahr | Ort          | Land | Einzel        | Doppel        | Mixed     | Team |
| ------- | ------------------- | ---- | ------------ | ---- | ------------- | ------------- | --------- | ---- |
| FRG     | Europameisterschaft | 1980 | Bern         | SUI  | letzte 16     | Viertelfinale |           | 2    |
| FRG     | Europameisterschaft | 1978 | Duisburg     | FRG  |               | Silber        |           |      |
| FRG     | Europameisterschaft | 1976 | Prag         | TCH  | Viertelfinale | Viertelfinale |           |      |
| FRG     | Europameisterschaft | 1974 | Novi Sad     | YUG  |               | Viertelfinale |           |      |
| FRG     | EURO-TOP12          | 1979 | Kristianstad | SWE  | 7             |               |           |      |
| FRG     | EURO-TOP12          | 1977 | Sarajevo     | YUG  | 11            |               |           |      |
| FRG     | EURO-TOP12          | 1976 | Lübeck       | FRG  | 8             |               |           |      |
| FRG     | Weltmeisterschaft   | 1979 | Pyongyang    | PRK  | letzte 32     | Viertelfinale | Qual      | 11   |
| FRG     | Weltmeisterschaft   | 1977 | Birmingham   | ENG  | letzte 32     | letzte 64     | letzte 32 | 5    |
| FRG     | Weltmeisterschaft   | 1975 | Calcutta     | IND  | letzte 16     | letzte 16     | letzte 32 | 8    |
| FRG     | Weltmeisterschaft   | 1973 | Sarajevo     | YUG  | letzte 32     | letzte 64     | letzte 32 | 9    |
| FRG     | Weltmeisterschaft   | 1969 | München      | FRG  | letzte 128    | letzte 16     | letzte 64 |      |